# لنس ردیک
لنس ردیک (انگلیسی: Lance Reddick؛ زادهٔ ۷ ژوئن ۱۹۶۲ – درگذشتهٔ ۱۷ مارس ۲۰۲۳) موسیقی‌دان و بازیگر آمریکایی بود. او بیشتر برای ایفای نقش سدریک دنیلز در مجموعه تلویزیونی شنود، مأمور فیلیپ برویلز در سریال علمی-تخیلی فرینج (۲۰۱۳–۲۰۰۸)، و همچنین بازی در فیلم بومی‌ها (۲۰۱۸) شناخته می‌شود.

## مرگ
ردیک به‌طور طبیعی در ۶۰ سالگی در ۱۷ مارس ۲۰۲۳ در خانه‌اش در لس آنجلس درگذشت. ادای احترام توسط همکاران و دوستان، از جمله وندل پیرس و آیزیا ویتلاک جونیور، همبازی‌های او در وایر ردیک، عبارت بودند از دیوید سیمون، خالق وایر و بازیگران کیانو ریوز و ایان مک‌شین و جان ویک. بازیکنان بازی سرنوشت و سرنوشت ۲ از شخصیت ردیک، فرمانده زاوالا تقدیر کردند، در حالی که در حالت بیداری ایستاده بودند یا از شکلک‌های این بازی، برای ادای احترام به او استفاده کردند.

## فیلم‌شناسی
| به آثاری اشاره دارد که در حال حاضر منتشر نشده‌اند | به آثاری اشاره دارد که در حال حاضر منتشر نشده‌اند |

### فیلم
| سال  | عنوان                       | نقش                          | یادداشت‌ها                                                        | منبع   |
| ---- | --------------------------- | ---------------------------- | ---------------------------------------------------------------- | ------ |
| ۱۹۹۸ | آرزوهای بزرگ                | آنتون لو فارژ                |                                                                  | [ ۶ ]  |
| ۱۹۹۸ | گودزیلا                     | سرباز روی پل منهتن           | ذکرنشده در تیتراژ                                                | [ ۷ ]  |
| ۱۹۹۸ | محاصره                      | مأمور اف‌بی‌آی فلوید رز        |                                                                  | [ ۸ ]  |
| ۲۰۰۰ | خواب آفریقا رو دیدم         | سایمون                       |                                                                  | [ ۹ ]  |
| ۲۰۰۱ | هیچی نگو                    | آرنی                         |                                                                  | [ ۱۰ ] |
| ۲۰۰۴ | برادر به برادر              | جیمز بالدوین                 |                                                                  | [ ۱۱ ] |
| ۲۰۰۶ | کار کثیف                    | درک منینگ                    | عنوان اصلی «Dirty Work»                                          | [ ۱۲ ] |
| ۲۰۰۸ | تنسی                        | فرانک                        |                                                                  | [ ۱۳ ] |
| ۲۰۰۹ | روش جنگ                     |                              |                                                                  | [ ۱۴ ] |
| ۲۰۱۰ | جونا هکس                    | اسمیت                        |                                                                  | [ ۱۵ ] |
| ۲۰۱۱ | باقی                        | رمزی                         |                                                                  | [ ۱۶ ] |
| ۲۰۱۲ | عقب‌نشینی نمی‌کنم             | چارلز آلبرتز                 |                                                                  | [ ۱۷ ] |
| ۲۰۱۳ | سقوط کاخ سفید               | ژنرال کالفیلد                |                                                                  | [ ۱۸ ] |
| ۲۰۱۳ | اولدبوی                     | دنیل نیوکمب                  |                                                                  | [ ۱۹ ] |
| ۲۰۱۴ | گسل                         | میک                          |                                                                  | [ ۲۰ ] |
| ۲۰۱۴ | میهمان                      | سرگرد کارور                  |                                                                  | [ ۲۱ ] |
| ۲۰۱۴ | گروه جستجو                  | مک‌دونالدسون                  |                                                                  | [ ۲۲ ] |
| ۲۰۱۴ | جان ویک                     | کرون                         |                                                                  | [ ۲۳ ] |
| ۲۰۱۵ | انسان موازی: تعقیب بی‌نهایت  | اطلس                         | فیلم کوتاه؛ صداپیشه؛ عنوان اصلی «Parallel Man: Infinite Pursuit» | [ ۲۴ ] |
| ۲۰۱۵ | ترسناک به اندازه سرگرم‌کننده | اسکار                        | فیلم کوتاه؛ بخش: «The Collection»                                | [ ۲۵ ] |
| ۲۰۱۷ | جان ویک: بخش ۲              | کرون                         |                                                                  | [ ۲۳ ] |
| ۲۰۱۸ | جنگل کوچک                   | افسر کارتر                   |                                                                  | [ ۲۶ ] |
| ۲۰۱۸ | خیابان کانال                | جری شاو                      |                                                                  | [ ۲۷ ] |
| ۲۰۱۸ | مهمانی هیولاها              | میلو                         |                                                                  | [ ۱۸ ] |
| ۲۰۱۸ | بومی‌ها                      | نیتن وود                     |                                                                  | [ ۱۸ ] |
| ۲۰۱۹ | جان ویک: بخش ۳ – پارابلوم   | کرون                         |                                                                  | [ ۲۳ ] |
| ۲۰۱۹ | انجل سقوط کرده‌است           | دیوید جنتری، مدیر سرویس مخفی |                                                                  | [ ۲۸ ] |
| ۲۰۲۰ | مبتنی بر ایمان              | کشیش مایک                    |                                                                  | [ ۲۹ ] |
| ۲۰۲۰ | عشق سیلوی                   | هربرت «آقای جی» جانسون       |                                                                  | [ ۳۰ ] |
| ۲۰۲۰ | یک شب در میامی…             | «برادر کریم»                 |                                                                  | [ ۳۱ ] |
| ۲۰۲۱ | گودزیلا در برابر کونگ       | گیلرمین                      |                                                                  | [ ۳۲ ] |
| ۲۰۲۳ | جان ویک: بخش ۴              | کرون                         |                                                                  | [ ۳۳ ] |
| ۲۰۲۳ | مردان سفید نمی‌توانند بپرند  | بنجی آلن                     | پس‌تولید؛ انتشار پس از مرگ                                        | [ ۳۴ ] |
| ۲۰۲۳ | شرلی                        | وسلی مک دونالد «مک» هولدر    | پس‌تولید؛ انتشار پس از مرگ                                        | [ ۳۵ ] |
| ۲۰۲۴ | بالرین                      | کرون                         | پس‌تولید؛ انتشار پس از مرگ                                        | [ ۳۶ ] |
| ۲۰۲۴ | محاکمه نظامی شورش کین       | کاپیتان بلیکلی               | پس‌تولید؛ انتشار پس از مرگ                                        | [ ۳۷ ] |

### تلویزیون
| سال     | عنوان                                  | نقش                             | یادداشت‌ها | منبع          |
| ------- | -------------------------------------- | ------------------------------- | --- | ------------- |
| ۱۹۹۶    | نیویورک مخفی                           | اسکار گریفین                    | قسمت: «The Enforcers»                                                                                              | [ ۷ ]         |
| ۱۹۹۶    | عدالت سریع                             | جیم استارک                      | قسمت: «Bad Medicine»                                                                                               | [ ۳۸ ]        |
| ۱۹۹۷    | پرستار بچه                             | استیج هند                       | قسمت: «Fair Weather Fran»                                                                                          | [ ۳۹ ]        |
| ۱۹۹۷    | آنچه مرد ناشنوا شنید                   | جورج تاکر                       | فیلم تلویزیونی | [ ۴۰ ]        |
| ۱۹۹۸    | The Fixer                              | تایرل هلمز                      | فیلم تلویزیونی | [ ۴۱ ]        |
| ۱۹۹۸    | شاهد اوباش                             | محاکمه شماره ۲ فورمن            | فیلم تلویزیونی | [ ۴۲ ]        |
| ۲۰۰۰–۰۱ | اُز                                     | جانی باسیل                      | نقش تکرارشونده | [ ۴۳ ]        |
| ۲۰۰۰–۰۱ | نظم و قانون: واحد قربانیان ویژه        | دکتر تیلور                      | نقش تکرارشونده | [ ۱۸ ]        |
| ۲۰۰۱    | نظم و قانون                            | کاپیتان گاسانا                  | قسمت: «Soldier of Fortune»                                                                                         | [ ۳۹ ]        |
| ۲۰۰۲    | ایمان را حفظ کن، عزیزم                 | جی ریموند جونز                  | فیلم تلویزیونی | [ ۴۴ ]        |
| ۲۰۰۲–۰۸ | شنود                                   | سدریک دنیلز                     | نقش اصلی | [ ۴۳ ]        |
| ۲۰۰۳    | نظم و قانون: قصد جنایی                 | جک برنارد                       | قسمت: «Probability»                                                                                                | [ ۳۹ ]        |
| ۲۰۰۴    | نظم و قانون                            | جمال اتکینسون مأمور ویژه اف‌بی‌آی | قسمت: «City Hall»                                                                                                  | [ ۳۹ ]        |
| ۲۰۰۵    | لنز مستقل                              | جیمز                            | قسمت: «Brother to Brother»                                                                                         | [ ۴۵ ]        |
| ۲۰۰۵–۰۶ | سی‌اس‌آی: میامی                          | دیوید پارک مأمور اف‌بی‌آی         | ۳ قسمت | [ ۴۶ ]        |
| ۲۰۰۷    | اعداد                                  | ستوان استیو دیویدسون            | قسمت: «End of Watch»                                                                                               | [ ۴۷ ]        |
| ۲۰۰۸–۰۹ | لاست                                   | متیو آبادون                     | ۴ قسمت | [ ۱۸ ]        |
| ۲۰۰۸–۱۳ | فرینج                                  | فیلیپ برویلز                    | نقش اصلی نامزد—جایزه ساترن بهترین نقش اول مهمان در تلویزیون نامزد—جایزه ساترن بهترین بازیگر نقش مکمل مرد تلویزیونی | [ ۴۳ ]        |
| ۲۰۱۰    | سوتلانا                                | لنس                             | قسمت: «Snatchengil for the Stars»                                                                                  | [ ۴۸ ]        |
| ۲۰۱۱    | آکوئا تین هانگر فورس                   | فریدام کبرا                     | صداپیشه، قسمت: «Freedom Cobra»                                                                                     | [ ۴۹ ]        |
| ۲۰۱۱    | فیلادلفیا همیشه آفتابی است             | رجی                             | قسمت: «Frank's Brother»                                                                                            | [ ۳۹ ] [ ۵۰ ] |
| ۲۰۱۲    | انتقام‌جویان: قدرتمندترین قهرمانان زمین | فالکون                          | صداپیشه، ۲ قسمت | [ ۵۱ ]        |
| ۲۰۱۲–۱۳ | ترون: قیام                             | کاتلر                           | صداپیشه، ۳ قسمت | [ ۵۲ ]        |
| ۲۰۱۳    | ویلفرد                                 | دکتر بلوم                       | قسمت: «Perspective»                                                                                                | [ ۵۳ ] [ ۵۴ ] |
| ۲۰۱۳    | NTSF:SD:SUV::                          | تاد بروگر                       | قسمت: «TGI Murder»                                                                                                 | [ ۵۵ ]        |
| ۲۰۱۳    | کمدی بنگ! بنگ!                         | آنجل‌فایر                        | قسمت: «اندی سمبرگ Wears A Plaid Shirt And Glasses»                                                                 | [ ۵۰ ]        |
| ۲۰۱۳    | نمایش اریک آندره                       | خودش                            | قسمت: «Lance Reddick; هری شام جونیور»                                                                              | [ ۵۶ ]        |
| ۲۰۱۴    | مراقب بتمن باشید                       | رأس‌الغول                        | صداپیشه، ۳ قسمت | [ ۵۷ ]        |
| ۲۰۱۴    | داستان ترسناک آمریکایی: محفل           | پاپا لگبا                       | ۳ قسمت | [ ۱۸ ]        |
| ۲۰۱۴    | هوش                                    | دی‌سی‌آی جفری تتزو                | ۵ قسمت | [ ۵۸ ]        |
| ۲۰۱۴    | فهرست سیاه                             | کابوی                           | ۲ قسمت | [ ۵۹ ]        |
| ۲۰۱۴    | کی و پیل                               | عضوی از خانواده جانسون          | قسمت: «Gay Wedding Advice»                                                                                         | [ ۶۰ ]        |
| ۲۰۱۴–۲۱ | بوش                                    | معاون رئیس ایروین ایروینگ       | نقش اصلی نامزد—جایزه ساترن بهترین بازیگر نقش مکمل مرد تلویزیونی                                                    | [ ۱۸ ]        |
| ۲۰۱۵    | کسل                                    | کیث کافمن                       | قسمت: «Hollander's Woods»                                                                                          | [ ۶۱ ]        |
| ۲۰۱۵    | داستان‌های زمان خواب تیم و اریک         | جوزف زیگن                       | قسمت: «Tornado» | [ ۶۲ ]        |
| ۲۰۱۶    | مری + جین                              | دیوید                           | قسمت: «Rehab» | [ ۶۳ ]        |
| ۲۰۱۷    | ریک و مورتی                            | آلن ریلز                        | صداپیشه، قسمت: «Vindicators 3: The Return of Worldender»                                                           | [ ۵۲ ]        |
| ۲۰۱۸–۲۰ | شرکت                                   | کریستین دیویل                   | نقش تکرارشونده | [ ۱۸ ]        |
| ۲۰۱۸    | داستان ترسناک آمریکایی: آخرالزمان      | پاپا لگبا                       | قسمت: «Traitor» | [ ۱۸ ]        |
| ۲۰۱۹    | داک‌تالس                                | ژنرال لوناریس                   | صداپیشه، نقش تکرارشونده                                                                                            | [ ۵۲ ]        |
| ۲۰۲۰    | کسلوانیا                               | کاپیتان                         | صداپیشه، ۲ قسمت | [ ۵۲ ]        |
| ۲۰۲۰–۲۲ | اداره پلیس پارادایس                    | مأمور کلاپرز                    | صداپیشه، نقش تکرارشونده                                                                                            | [ ۵۲ ]        |
| ۲۰۲۱    | کتاب اسرار آمریکا                      | خودش                            | میزبان | [ ۶۴ ]        |
| ۲۰۲۱    | شلدون جوان                             | پروفسور بوچر                    | قسمت: «An Introduction to Engineering and a Glob of Hair Gel»                                                      | [ ۶۵ ]        |
| ۲۰۲۲    | رزیدنت ایول                            | آلبرت وسکر                      | نقش اصلی (۸ قسمت)؛ آخرین پروژهٔ لایو اکشن تلویزیونی                                                                 | [ ۴۳ ]        |
| ۲۰۲۲–۲۳ | فرزار                                  | رنزو / مأمور کلاپرز             | صداپیشه، نقش اصلی؛ فصل ۱–۲                                                                                         | [ ۳۲ ]        |
| ۲۰۲۳    | افسانه واکس ماکینا                     | تورداک                          | صداپیشه، نقش تکرارشونده؛ فصل ۲                                                                                     | [ ۶۶ ]        |
| ۲۰۲۴    | پرسی جکسون و المپیکی‌ها                 | زئوس                            | پس‌تولید؛ انتشار پس از مرگ                                                                                          | [ ۳۳ ]        |

### بازی‌های ویدئویی
| سال  | عنوان                    | نقش            | یادداشت‌ها                           |
| ---- | ------------------------ | -------------- | ----------------------------------- |
| ۲009 | فیفتی سنت: خون روی شن    | درک کارتر      | [ ۱۸ ]                              |
| ۲۰۱۴ | سرنوشت                   | فرمانده زاوالا | [ ۶۷ ]                              |
| ۲۰۱5 | سرنوشت: پادشاه گرفته شده | فرمانده زاوالا | [ ۶۷ ]                              |
| ۲۰۱۶ | کوانتوم بریک             | مارتین هچ      | همچنین ضبط حرکت و فیلم حرکتی کامل   |
| ۲۰۱۶ | سرنوشت: ظهور آهن         | فرمانده زاوالا | [ ۶۹ ]                              |
| ۲۰۱۷ | پی‌دی ۲                   | کرون           | [ ۳۶ ]                              |
| ۲۰۱۷ | هورایزن زیرو داون        | سیلنز          | [ ۷۰ ]                              |
| ۲۰۱۷ | سرنوشت ۲                 | فرمانده زاوالا | [ ۶۹ ]                              |
| ۲۰۱8 | سرنوشت ۲: وارمایند       | فرمانده زاوالا | [ ۶۹ ]                              |
| ۲۰۱8 | سرنوشت ۲: رها شده        | فرمانده زاوالا | [ ۶۹ ]                              |
| ۲۰۱9 | سرنوشت ۲: شدوکیپ         | فرمانده زاوالا | [ ۶۹ ]                              |
| ۲۰۱9 | جان ویک هکس              | کرون           | [ ۷۱ ]                              |
| ۲۰۲۰ | سرنوشت ۲: فراتر از نور   | فرمانده زاوالا | [ ۶۹ ]                              |
| ۲۰۲۲ | هورایزن غرب ممنوعه       | سیلنز          | پس از مرگ در آوریل ۲۰۲۳ منتشر می‌شود |
| ۲۰۲۲ | سرنوشت ۲: ملکه جادوگر    | فرمانده زاوالا | [ ۷۳ ]                              |
| ۲۰۲۳ | سرنوشت ۲: لایت‌فال        | فرمانده زاوالا | [ ۷۳ ]                              |
| TBA  | پسر جهنمی                | پسر جهنمی      | انتشار پس از مرگ                    |

### راوی
| سال  | عنوان                         | نقش  | یادداشت‌ها                         |
| ---- | ----------------------------- | ---- | --------------------------------- |
| ۲۰۲0 | Through the Eye of the Needle | راوی | اپیزود ویژه: «DUST»؛ داستان کوتاه |
| ۲۰۲۱ | کتاب اسرار آمریکا             | راوی | فصل ۴                             |